# Fernand Chaussebourg
Fernand Chaussebourg est un homme politique français né le 6 mai 1921 à Paris et décédé le 20 février 2004 à Paris à l'âge de 82 ans.
Elu conseiller général de la Vienne sur le canton de Saint-Savin ] de 1958 à 1982, il avait présidé le conseil régional de Poitou-Charentes en 1980 et 1981.
Il fut  secrétaire général du groupe centriste au Sénat français.